# Camera dell'assemblea (Saint Lucia)
La Camera dell'assemblea (House of Assembly) è la camera bassa del Parlamento di Saint Lucia, che ha una struttura bicamerale. È composta da 17 membri, eletti per un mandato di cinque anni in circoscrizioni monoposto, e lavora di concerto per la formulazione delle leggi con il Senato (la camera alta), i senatori sono nominati e non eletti.